# Sergueï Svetoslavski
Serhiy (Sergueï) Ivanovich Svetoslavski (en russe : Сергей Иванович Светославский, en ukrainien : Сергій Іванович Світославський), né à Kiev (Empire russe) le 6 octobre 1857 et mort dans cette ville (alors en Union soviétique) le 19 septembre 1931, est un artiste peintre paysagiste soviétique, ukrainien et russe, connu pour ses paysages urbains.

## Galerie

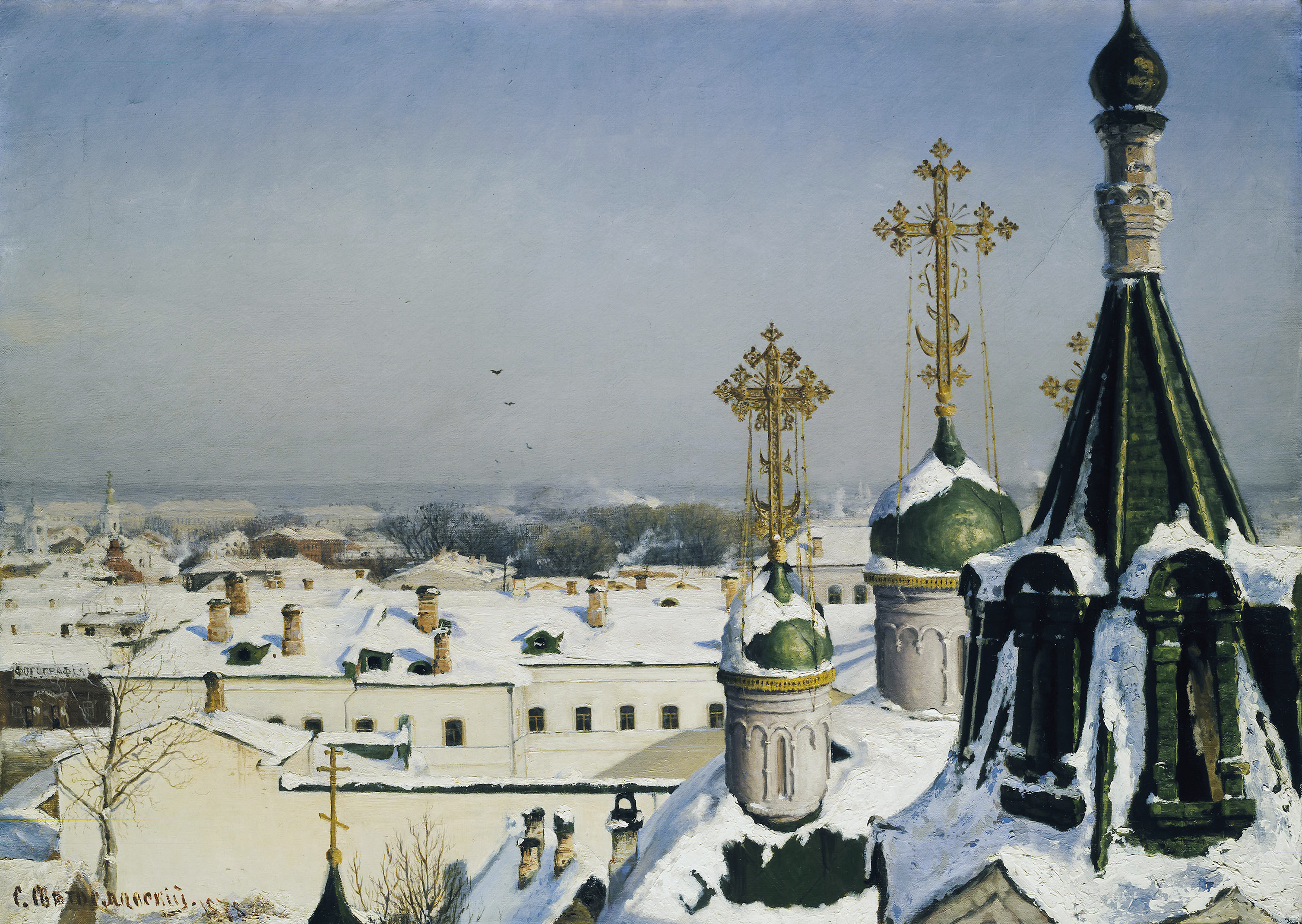
Vue de la fenêtre de l'Académie des Beaux-Arts de Moscou, 1878
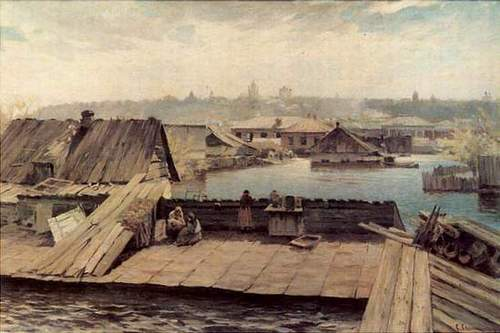
Inondation à Obolon 1890
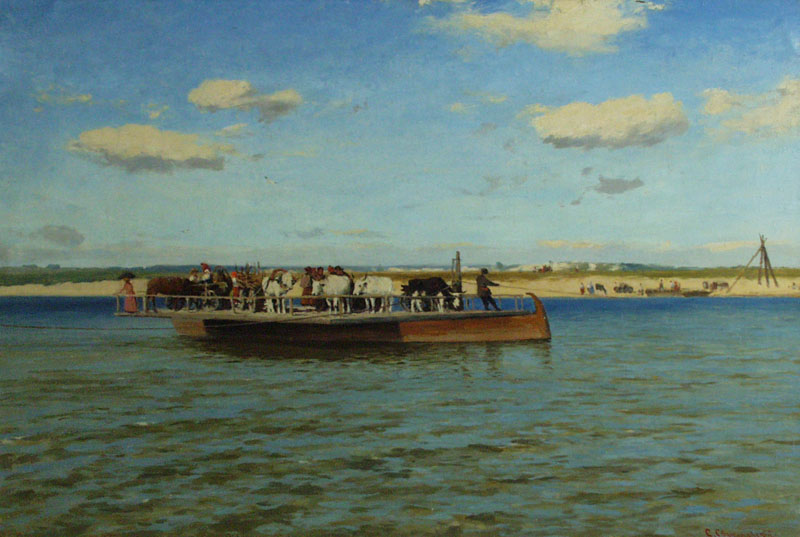
Un croiseur sur le Dniepr, début du XXe siècle, Musée national des arts d'Ukraine, Kiev
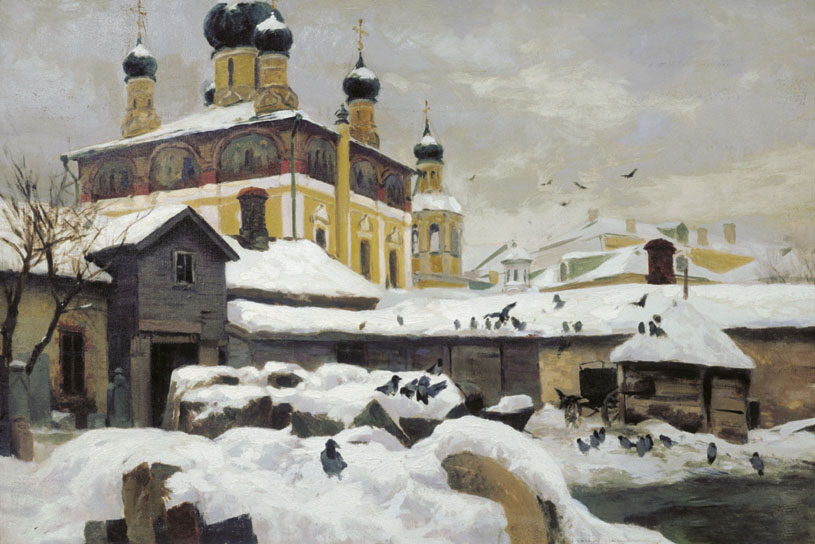
Cour, début XXe siècle
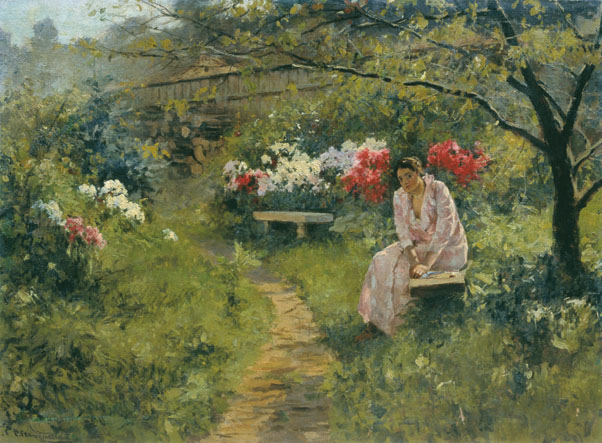
Dans le jardin, début XXe siècle
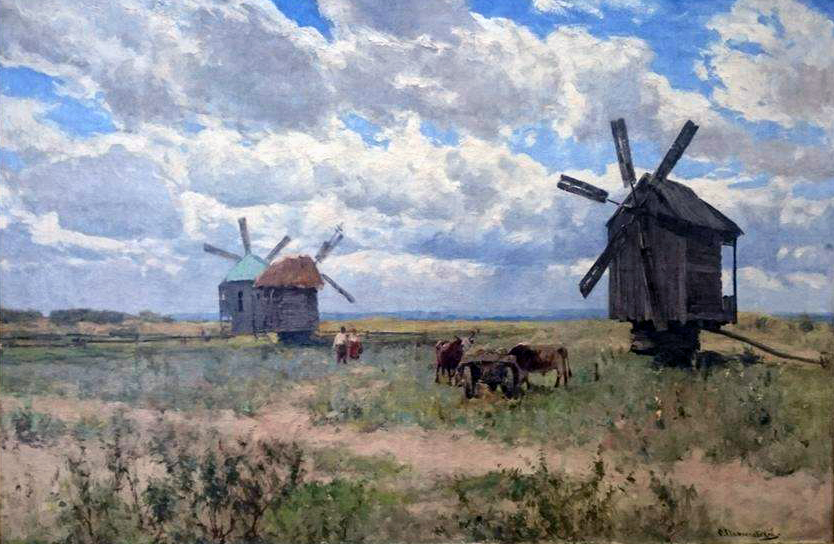
Paysage ukrainien avec moulins, c. 1910